# جيف ريغان
جيف ريغان هو سياسي كندي، ولد في 22 نوفمبر 1959 في ويندسور ‏ في كندا. نشط حزبياً في الحزب الليبرالي الكندي.

## مناصب
- في الانتخابات الاتحادية الكندية 2011 [الإنجليزية]‏، انتخب عضو مجلس العموم الكندي عن دائرة Halifax West [الإنجليزية]‏ وقد انضم خلال فترته النيابية [الإنجليزية]‏ (2 مايو 2011 – 18 أكتوبر 2015) للكتلة البرلمانية الحزب الليبرالي الكندي.
- في الانتخابات الاتحادية الكندية 2008 [الإنجليزية]‏، انتخب عضو مجلس العموم الكندي عن دائرة Halifax West [الإنجليزية]‏ وقد انضم خلال فترته النيابية [الإنجليزية]‏ (14 أكتوبر 2008 – 1 مايو 2011) للكتلة البرلمانية الحزب الليبرالي الكندي.
- انتخب عضو مجلس العموم الكندي عن دائرة Halifax West [الإنجليزية]‏ وقد انضم خلال فترته النيابية [الإنجليزية]‏ للكتلة البرلمانية الحزب الليبرالي الكندي.
- انتخب عضو مجلس العموم الكندي عن دائرة Halifax West [الإنجليزية]‏ وقد انضم خلال فترته النيابية [الإنجليزية]‏ للكتلة البرلمانية الحزب الليبرالي الكندي.
- انتخب عضو مجلس العموم الكندي عن دائرة Halifax West [الإنجليزية]‏ وقد انضم خلال فترته النيابية [الإنجليزية]‏ للكتلة البرلمانية الحزب الليبرالي الكندي.
- انتخب رئيس مجلس العموم الكندي [الإنجليزية]‏ (3 ديسمبر 2015 – 5 ديسمبر 2019).
- انتخب وزير المسامك والمحيطات [الإنجليزية]‏ (12 ديسمبر 2003 – 5 فبراير 2006).
- انتخب عضو مجلس العموم الكندي عن دائرة Halifax West [الإنجليزية]‏ وقد انضم خلال فترته النيابية [الإنجليزية]‏ للكتلة البرلمانية الحزب الليبرالي الكندي.

## وصلات خارجية
- الموقع الرسمي